# Margasari (Luragung)
Margasari is een bestuurslaag in het regentschap Kuningan van de provincie West-Java, Indonesië. Margasari telt 544 inwoners (volkstelling 2010).